# Deutsch József Izrael
Deutsch József Izrael (Pozsony, 1842 – Balassagyarmat, 1927. január 29.) 1872-től Szendrő, 1878-tól haláláig Balassagyarmat ortodox zsidó főrabbija.

## Élete
Deutsch Áron Dávid és Kóhn Mini fia, Deutsch Mózes salgótarjáni főrabbi fivére. Tanulmányait édesapja és Szófér Ábrahám pozsonyi rabbi mellett folytatta. 1872-ben választották meg Szendrő rabbijának. 1878-ban, édesapja halála után foglalta el a balassagyarmati rabbiságot. 49 éven át vezette a település zsidóságát. Felesége Katzburg Franciska volt.
Ben Gorni („Szérűm fia”) címmel fiai adták ki responzumait Tornán, 1931-ben.
1927-ben hunyt el 83-84 éves korában. Fia, Deutsch Dávid követte a rabbiszékben. Másik fia, Deutsch Manó Vámosmikola rabbija lett.